# Sigurd Moen
Sigurd Olsen Moen (31. října 1897 Krødsherad – 6. října 1967 Drammen) byl norský rychlobruslař.
Na velkých mezinárodních závodech se poprvé představil v roce 1922, kdy skončil šestý na Mistrovství světa. O rok později debutoval na Mistrovství Evropy, zde se umístil na 16. příčce. Na Zimních olympijských hrách 1924 startoval ve všech pěti disciplínách. Největšího úspěchu dosáhl na trati 1500 m, kde získal bronzovou medaili, dále byl čtvrtý v závodě na 5000 m, čtvrtý ve víceboji, šestý na 10 000 m a třináctý na 500 m. O několik týdnů později se zúčastnil evropského šampionátu (4. místo). Stejného umístění dosáhl i na Mistrovství světa 1925 a 1926 a Mistrovství Evropy 1927. Sportovní kariéru zakončil desátou příčkou na kontinentálním šampionátu 1928.